# Собор Вознесения Пресвятой Девы Марии (Гнезно)
Собор Вознесения Девы Марии — католический кафедральный собор в городе Гнезно, памятник истории Польши, одна из наиболее почитаемых католических святынь страны, «мать польских церквей». Базилика с 1931 года, кафедра архиепископа Гнезно. Собор расположен в самом центре первой столицы Польши — на историческом месте, называемом горой Леха.

## История
История храма на этом месте уходит в седую древность. Уже в VIII веке на горе Леха было языческое капище славян (остатки его были обнаружены в ходе реставрационных работ 1950-х годов). Первое же упоминание о христианской церкви относится к 977 году, когда основатель Польши князь Мешко I похоронил здесь свою супругу Дубравку. Через 20 лет после этого церковь в Гнезно стала местом захоронения святого Войцеха, убитого пруссами-язычниками (теперь святой Войцех почитается небесным покровителем Польши и всех поляков).
В 1000 году император Священной Римской империи Оттон III совершает паломничество в Гнезно к мощам святого Войцеха. Здесь было принято решение о создании в Гнезно первой польской архиепархии.
В 1025 году в соборе коронуют Болеслава I Храброго, после чего он на двести лет становится традиционным местом коронации польских королей.
В 1038 году чешский князь Бржетислав I, захвативший Гнезно, разрушает храм, а мощи святого Войцеха увозит в Прагу (часть мощей возвращается к месту первого захоронения в 1090 году). Новый кафедральный собор в романском стиле освящён в 1064 году.
В 1331 году церковь была вновь разрушена тевтонцами. Начиная с 1342 года на её месте возводится новый готический храм, дошедший до нашего времени, хотя и страдавший неоднократно от войн и пожаров. С 1418 года собор в Гнезно становится резиденцией примаса Польши, которой остаётся до настоящего времени (с небольшим перерывом в 1992—2009 годах). Церковь пережила два крупных пожара — в 1613 и 1760 годах, после которых отстраивалась и реконструировалась. В частности, после пожара 1760 года храм получил привлекательные навершия башен архитектора Эфраима Шрегера в стиле барокко. В 1931 году папа Пий XI присвоил храму почётный статус малой базилики.
В 1945 году базилика вновь серьёзно пострадала от артиллерийского огня при взятии Гнезно войсками Красной армии и была отреставрирована к 1961 году. Во время реставрации были, помимо прочего, проведены многочисленные археологические работы, принесшие ценнейшие результаты, в частности позволившие увидеть остатки языческого капища, дороманской и романской церквей. В настоящее время они доступны для обозрения.
Дважды — в 1979 и в 1997 (тысячелетие смерти святого Войцеха) году собор посещал папа Римский Иоанн Павел II. В 2012 году собору были переданы в качестве реликвии частицы крови блаженного Иоанна Павла II.

## Архитектура
Здание собора представляет собой трёхнефную базилику длиной 85 метров и шириной 42 метра. Наиболее древние части собора построены из песчаника, более новые — из кирпича.
К боковым нефам пристроено 14 готических и барочных капелл XIV—XVII веков, крыши капелл украшены скульптурами польских святых и блаженных. Западный, главный фасад собора фланкирован двумя башнями с барочными навершиями. Высокий треугольный фронтон работы голландских мастеров первой половины XVII века украшен гербом Гнезненского архиепископа Мацея Любиньского.

## Реликвии
Главной реликвией кафедрального собора являются фрагменты мощей святого Войцеха. Деревянный ларец XII века покоится в алтаре храма в серебряном барочном ковчеге 1662 года, установленном на мраморном постаменте и поддерживаемом шестью серебряными орлами. Ковчег украшен лежащей фигурой святого Войцеха в епископских одеждах. Постамент окружён по углам четырьмя коленопреклонёнными фигурами представителей четырёх сословий — священнослужителей, воинов, ремесленников и крестьян. Позади постамента находится надгробная плита красного мрамора, датируемая 1480 годом.
В крипте собора — множество могильных плит XI—XII веков. Под одной из них, по преданию, похоронена княгиня Дубравка — жена Мешко I и мать короля Болеслава Храброго. Самая старая из могильных надписей относится к 1006 году и является древнейшей из сохранившихся в Польше.
Интерьеры собора в стиле классицизма с элементами барокко изобилуют резными каменными деталями (особенно интересны барочные порталы капелл) и богато украшены скульптурой.
Всемирно известны романские бронзовые Гнезненские врата XII века, украшенные барельефами со сценами жизни святого Войцеха. Ранее они были главным входом в собор; ныне в соборе находится копия, а оригинал хранится в музее архиепархии Гнезно. Там же можно увидеть наиболее ценные памятники сокровищницы собора, в том числе дары польских королей и дворян.
Собор знаменит также кафедральной библиотекой, одной из богатейших в Польше, самые древние рукописи в собрании которой датируются VIII веком.